# Dalvík

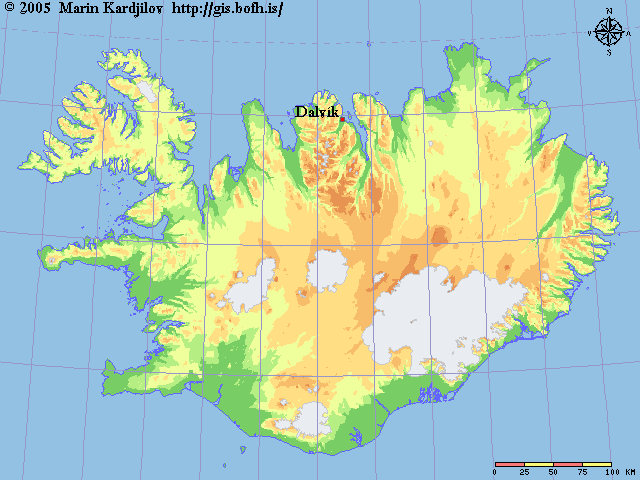
Poloha Dalvíku

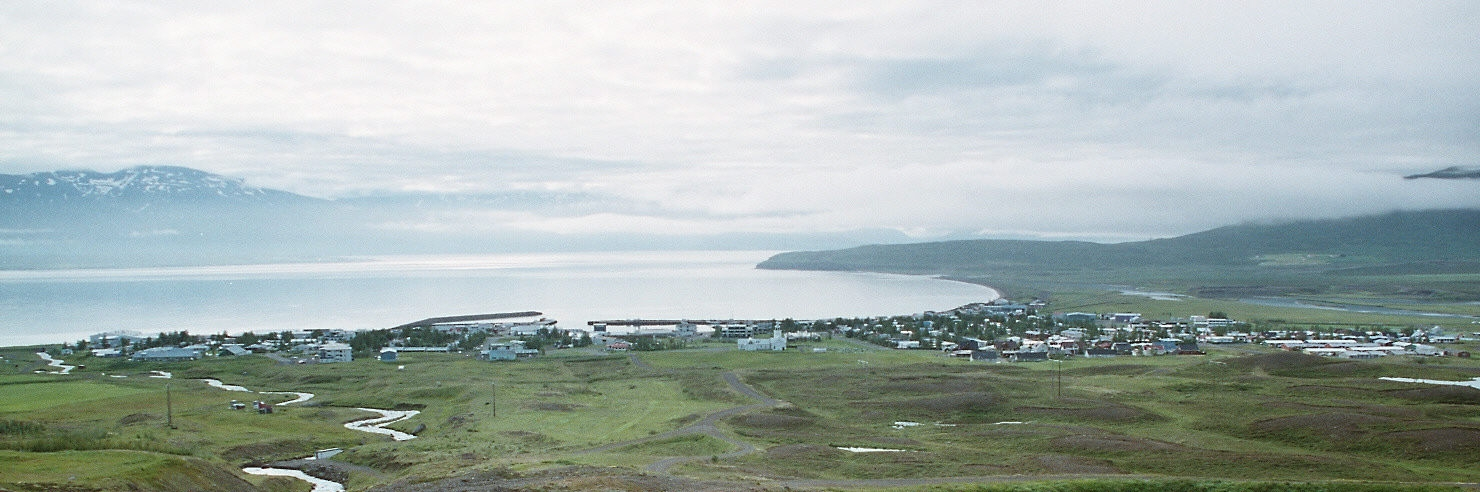
Dalvík (2005)

Dalvík je rybářská vesnice na severu Islandu nedaleko města Akureyri. Žije zde okolo 1 500 obyvatel. Leží ve fjordu Eyjafjörður.
V roce 1934 byla při velkém zemětřesení poškozena většina zdejších budov.